# 청풍 망월산성

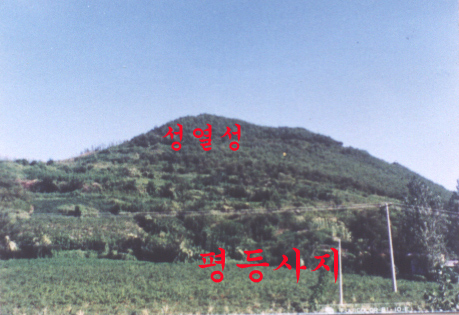
1985년 충주댐 수몰전 백제의 산경문이 출토한 평등사지와 성열성의 전경

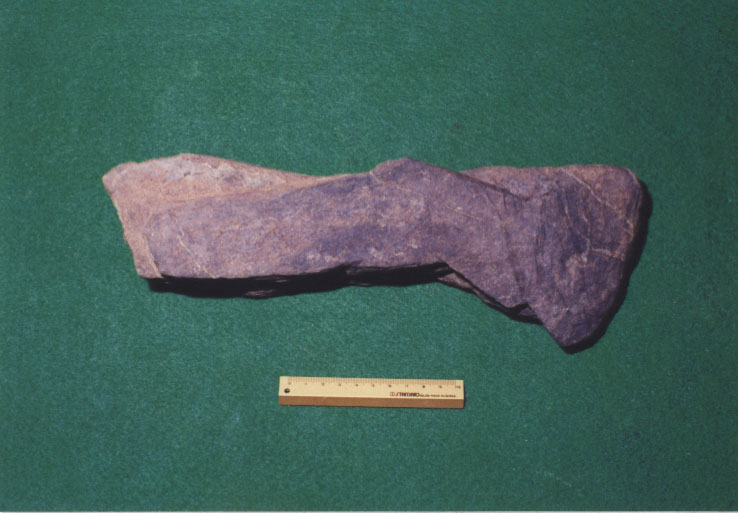
청풍 성열성 건물지 상단부에서 수습한 미완성 돌도끼

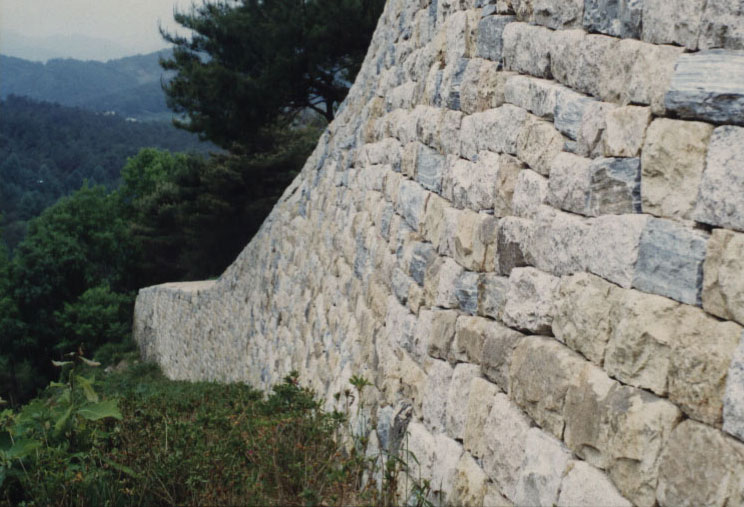
청풍 성열성 남벽 일부 구간에 붕괴한 석축을 복원한 모습

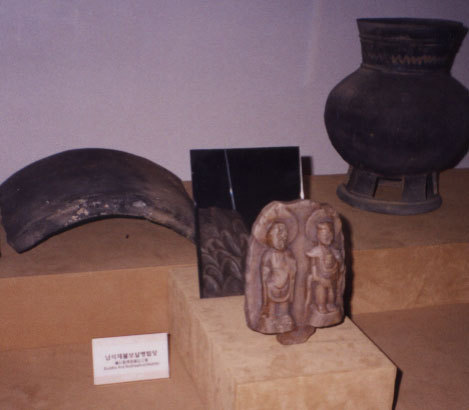
성열산 자락 평등사지에서 출토한 백제의 납석제불보살병립상 배면 산경문

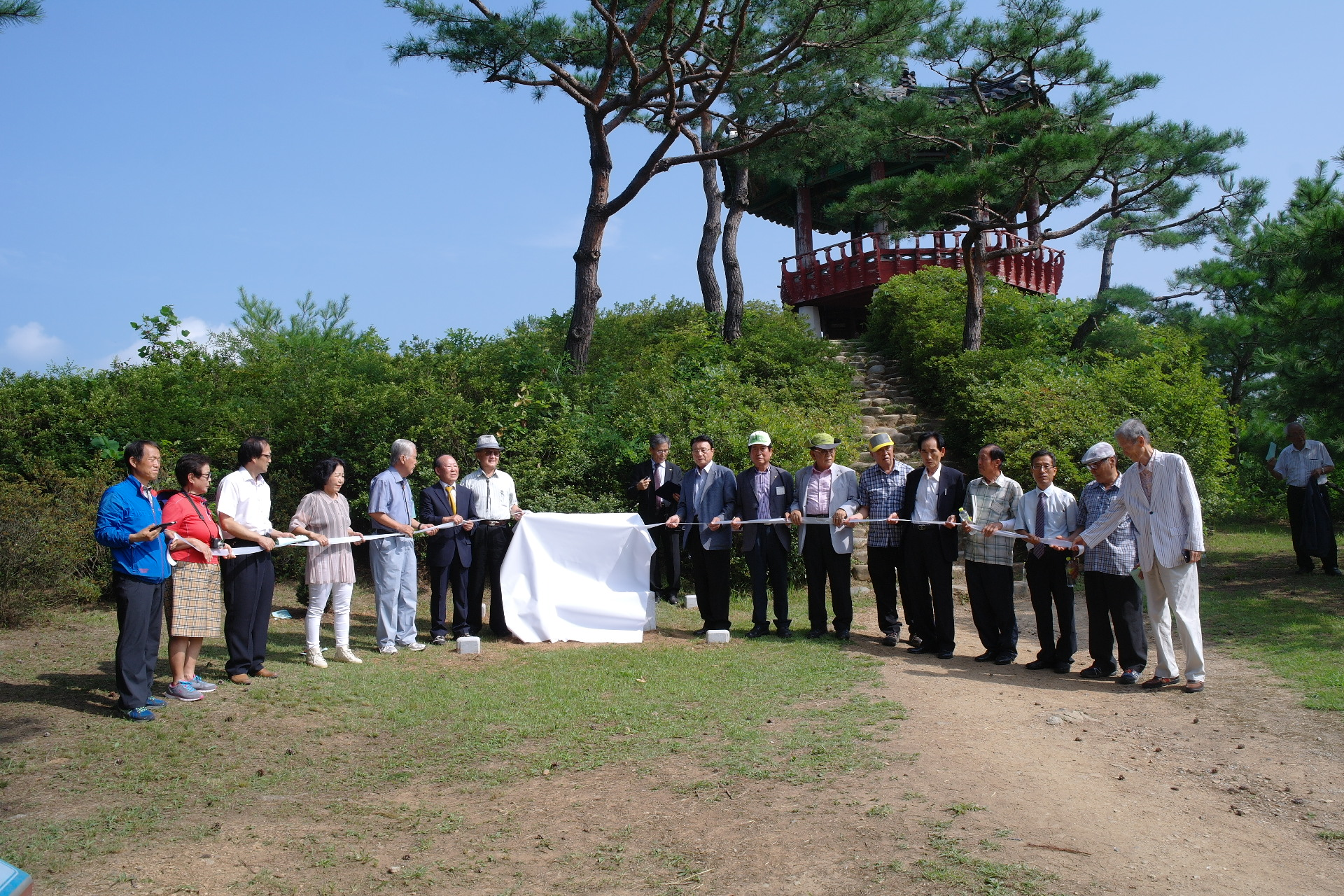
청풍 성열현인 악성 우륵 탄강유지비 제막식

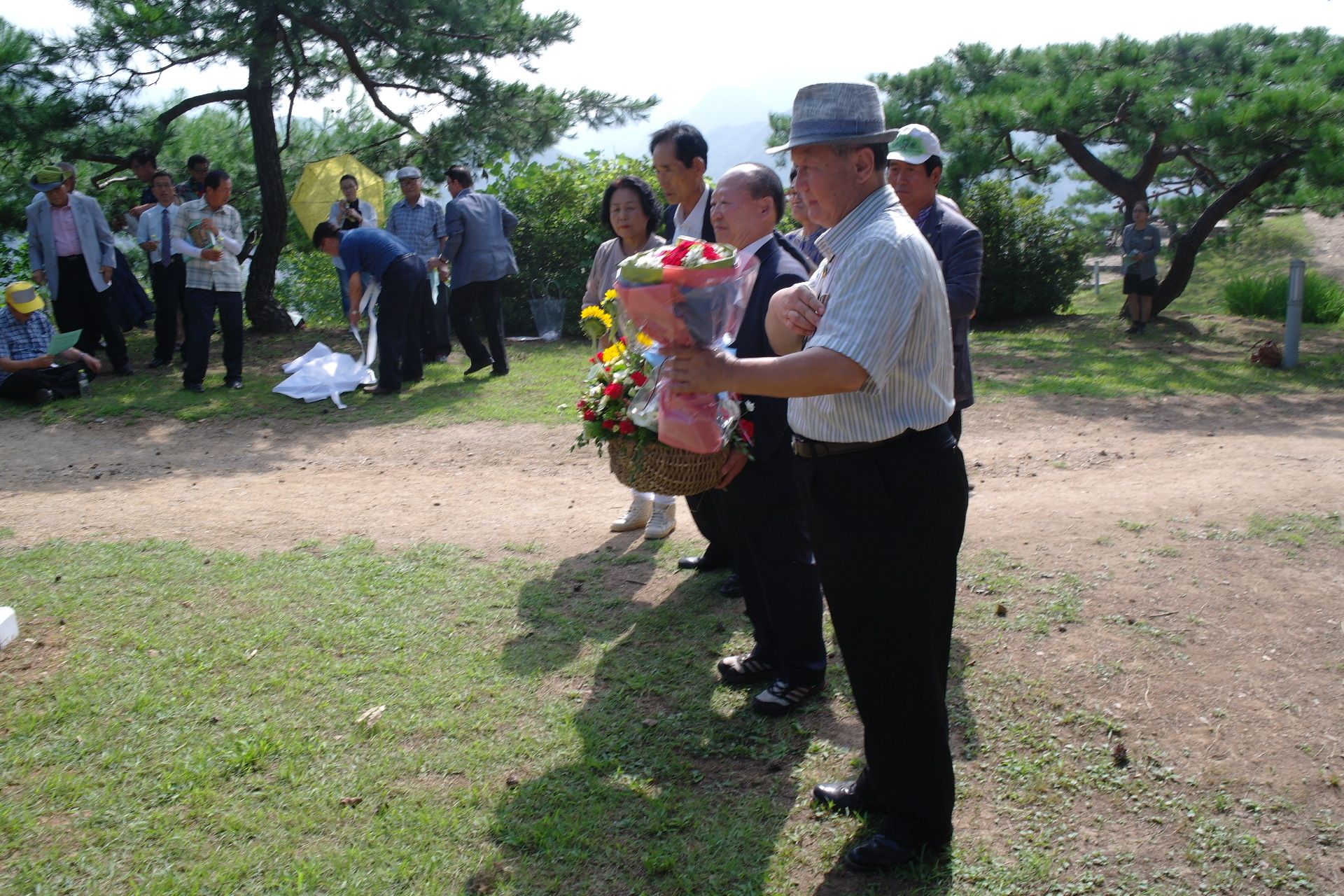
청풍 성열현인 악성 우륵 탄강유지비 제막식 송방송 박사 헌화식

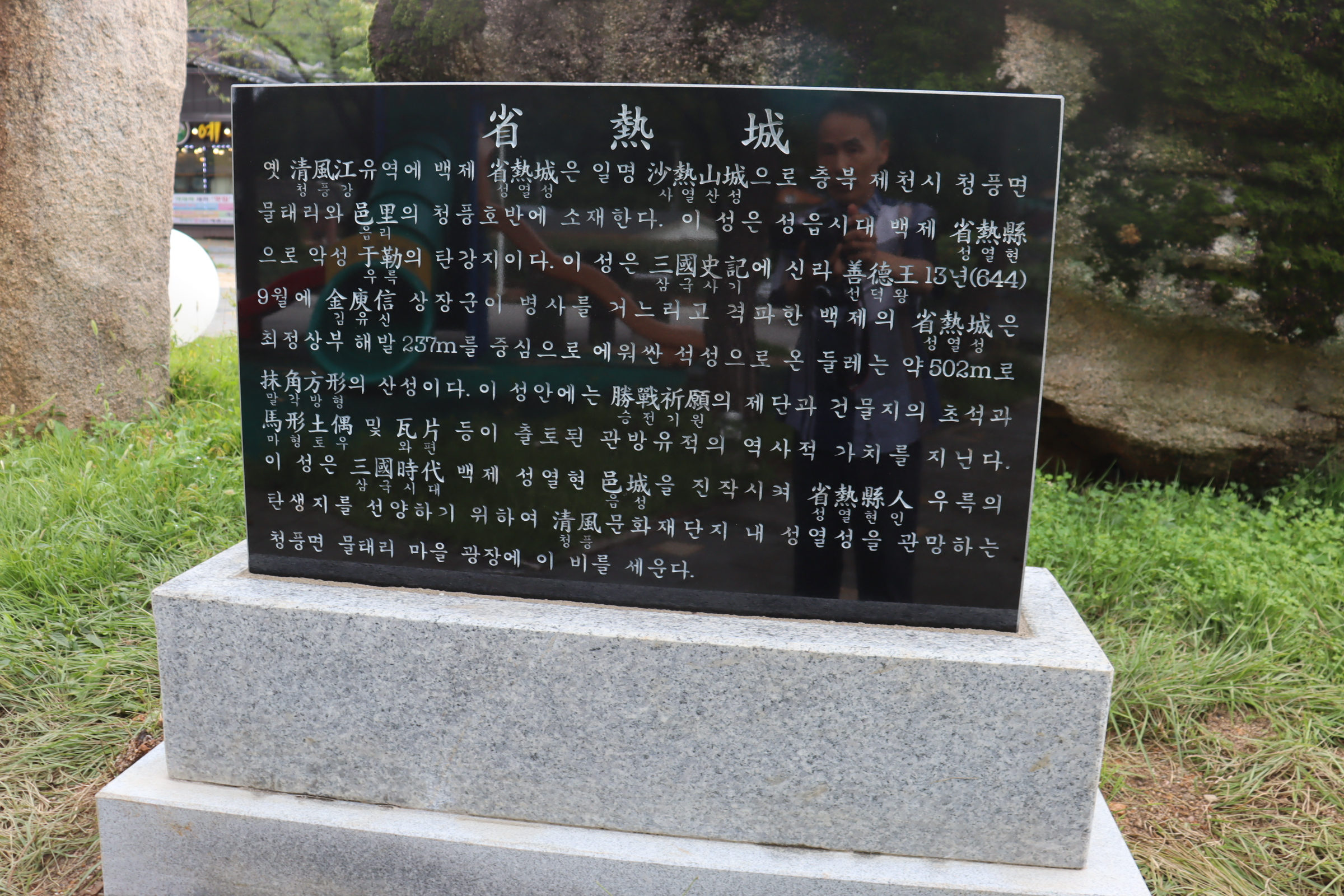
청풍 성열현인 악성 우륵 탄강유지비 후면

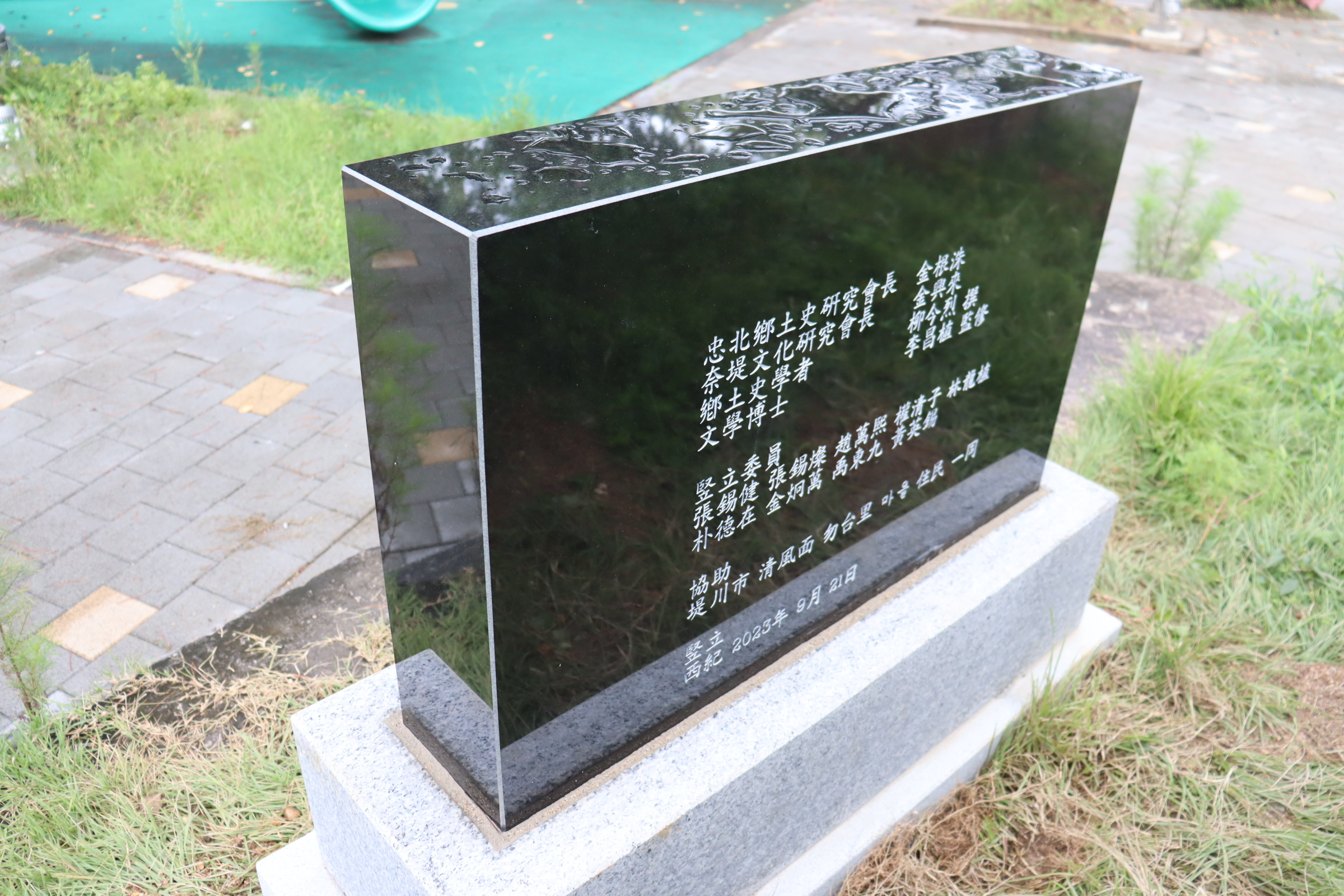
성열성 표지석 전면

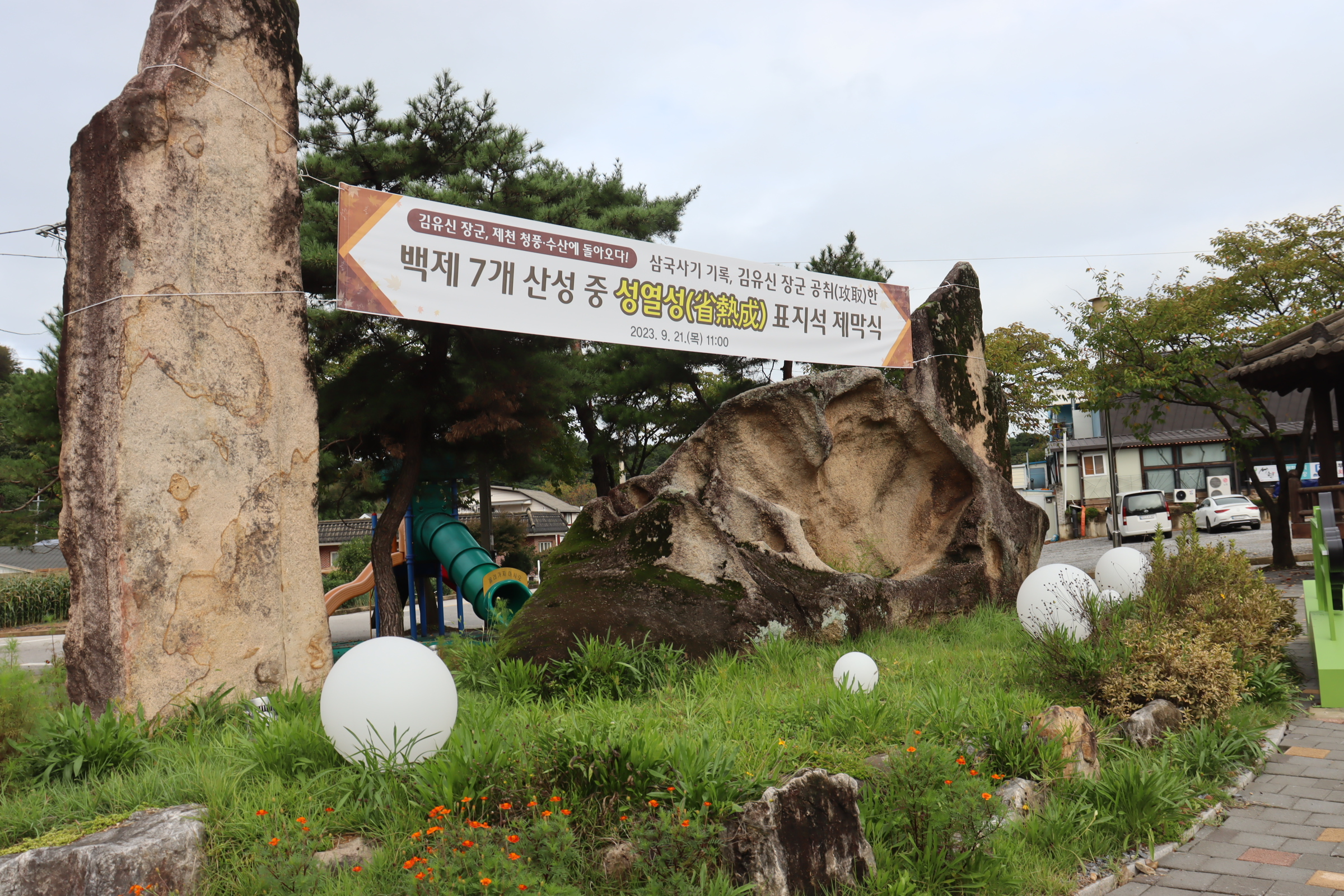
청풍 성열성 표지석 우륵공원 제막식

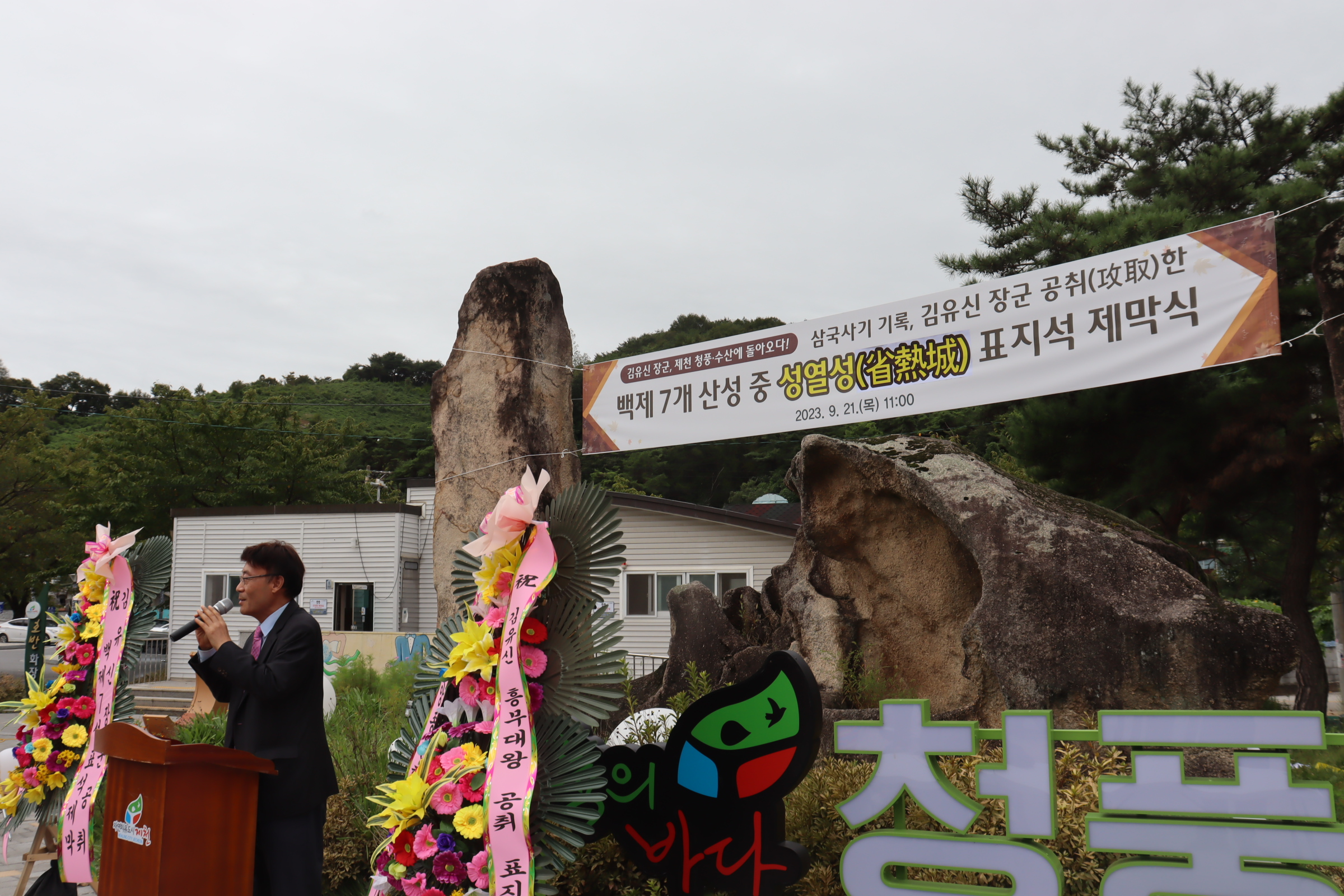
백제 7성 성열성 표지석 제막식

청풍 망월산성(淸風望月山城) 또는 청풍 성열성은 충청북도 제천시 청풍면에 위치한 성이다. 과거 이름이 여러차례 변천하여 망월산성(望月山城)이라는 이름으로 문화재로 등록되었다. 본디 백제 성열성은 우륵이 탄강한 성열현의 읍성이 일제강점기 망월산성으로 전도된 것이다.

## 위치
- 청풍 성열성은 충북 제천시 청풍면 물태리 청풍호반 청풍문화재단지에 소재하며, 좌표는 N37.00.407 E128.10.167이다.
- 옛 청풍 고을의 고성(古城)은 성황산(城隍山)에 있었는데 유적(遺跡)이 있다.[1] 태산(台山)은 동쪽 3리에 성지(城址)가 있다.[2]
- 옛 청풍 고을의 동쪽에 있는 태산(台山) 또는 성산(城山·城隍山)에 솟은 해발 237.2m의 정상부를 둘러싼 석축성(石築城)이다.
- 산의 이름은 성열산(省熱山), 성황산(城隍山), 성산(城山), 태산(台山) 가운데 태산의 태(台)자는 지금의 물태리(勿台里) 지명과 연관된다.
- 신라 문무왕 12년(672)에 내토군(奈吐郡)[3]에 삼천당(三千幢)을 설치하고, 신라 문무왕 13년(673) 사열산성(沙熱山城, 淸風)을 증축하였다(增築沙熱山城).[4]
- 사열이산성(沙熱伊山城)은 청풍면 물태리에 석성(石城)의 유지(遺址)가 있으니 일명 성열성(省熱城)이라 언전(諺傳)한다.[5]
- 성열성 터(사열이산성 터)【터】물태리에 있는 옛 석성 터. 옛 청풍고을의 읍성이었음.[6]
- 백제의 성열성(省熱城)과 고구려의 사열이산성(沙熱伊山城)은 1994년 6월 24일 충청북도 기념물 제93호로 지정되었다.

## 명칭 변천
- 일본 치하에 비봉면(飛鳳面) 물대리(勿臺里)[7]에 위치한 성지는 망월산성(望月山城)이라 칭하고, 산정에 둘레가 약 250칸(間)으로 석벽은 거의 붕괴하여 곳곳에 석루(石壘)가 남았을 뿐이다(望月山城ト稱シ山頂ニ在リ周圍凡二百五十間石築殆を崩壞シ處處石疊ヲ殘スノミ).[8]
- 수철(水鐵)은 고을 동쪽 평등산(平登山)에서 산출한다.[9]라는 평등산은 중석광산이 있었던 곳으로 산 이름과 일치한다. 또한 산세는 표고가 낮은 남서쪽에서 북동쪽으로 정상까지 등강을 오르면서 평평한 지세여서 평평할 평(平)자에 오를 등(登)자로 지세에 적합한 산 이름이다.
- 평등산에서 내려다보이는 청풍강에 평등석(平登石)은 이방운의 사군강산삼선수석(四郡江山參僊水石)에서 평등산의 이름과 일치한다.
- 이에 평등산은 망월산으로 왜곡한 것이 고증되므로 지금의 망월산성은 역사성을 지닌 성열성이 부합된다.

## 규모
- 성열성은 남북(南北)으로의 최대너비가 140m이고, 동서(東西)로는 150m여서 말각방형(抹角方形)에 가까운 부정원형(不整圓形)의 평면을 가지고 있다. 성의 총주위(總周圍)는 성벽의 내측면으로서 성내(城內)를 일주(一周)하는 소로(小路)를 기준하여 477m이다.[10]

## 출토 유물
- 1994년 지표조사에서 성안에 4개의 건물지, 삼국시대 와편류와 토기편류, 투석전용 강돌, 마형토우, 미완성돌도끼의 출토로 읍성의 진영(陣營)으로 확인했다.
- 이후 성곽의 최고봉에서 제단으로 사용한 흔적이 발견되었다.
- 성곽의 주변 평등사지에서 납석제불보살병립상의 후면에 백제의 산경문(山景紋)이 출토되어 백제의 성곽으로 고증되었다.

## 관계 인물
- 신라 선덕여왕 644년 가을 9월에 왕명으로 김유신 장군을 상장군(上將軍)으로 삼아 군사를 거느리고 백제의 가혜성(加兮城)[11], 성열성(省熱城), 동대성(同大城)[12] 등 7성[13]을 치게 하여 크게 이겼다. 그로 인하여 가혜진(加兮津)을 열었다.[14]
- 신채호는 성열현인(省熱縣人) 우륵(于勒)이라 하니, 륵(勒)은 밈라加羅의 악공(樂工)이요, 성열현(省熱縣) 금(今) 청풍은 당시에 충주 곧 미을성(未乙省)에 속하였던 땅이다.[15]
- 청풍을 사열이현이라 하였는데, 가야금을 제작한 우륵이 이곳에서 태어났다고 전한다.[16]
- 성읍국가시대 성열현은 성열성(省熱城)이다.
- 청풍출신 악성 우륵은 성열현인(省熱縣人)으로 청풍체(淸風體) 하림조(河臨調)[17]는 청풍지방의 음악적인 특성으로 정립되었으며, 구한말 우륵의 예맥을 계승한 청풍승평계(淸風昇平稧)를 33인이 결성하여 우륵의 예맥을 전승했었다.[18]

## 참고 자료
- 청풍 망월산성 - 국가유산청 국가유산포털